# Dorothea von Rodde-Schlözer
Dorothea von Rodde-Schlözer (Gottinga, 18 agosto 1770 – Avignone, 12 luglio 1825) è stata una filosofa tedesca, faceva parte del gruppo delle Universitätsmamsellen e conseguì il dottorato di ricerca in filosofia nel 1787.

## Biografia
Dorothea, fu la primogenita dello storico August Ludwig von Schlözer e della pittrice Caroline Friederike von Schlözer.
Le donne non erano autorizzate a iscriversi nell'Università Georg-August di Gottinga a quel tempo, ma lei seguì comunque, in questo ateneo, un corso privato e divenne quindi la prima donna in Germania ad aver conseguito un dottorato di ricerca in filosofia.